# Schloss Unterreitnau
Schloss Unterreitnau ist ein abgegangenes Schloss in Unterreitnau, einem Gemeindeteil der bayerisch-schwäbischen Großen Kreisstadt Lindau (Bodensee).

## Geschichte
Die erstmalige urkundliche Erwähnung Unterreitnaus geht auf das Jahr 805 zurück. Der Ortsadel der Raitenauer ist ab 1325 am Ort belegt. 1376 (in anderen Quellen nach 1384) verkauften sie ihre Burg zu Unterreitnau mit Zugehörde an den Ravensburger Bürger Hans Hübschli. Als späterer Besitzer ist die Ravensburger Patrizierfamilie der Schindelin bekannt, die seit 1518 Inhaber des St. Gallischen Lehens Unterreitnau waren und bis 1706 überwiegend auf dem heute abgegangenen Schloss wohnten. Das Schloss kam im 18. Jahrhundert in den Besitz der Reichsstadt Lindau und ist abgegangen.

## Baubeschreibung
Es handelt sich um ein Bodendenkmal, die amtliche Beschreibung lautet: „Schloss Unterreitnau: Mittelalterliche und frühneuzeitliche Befunde im Bereich des ehemaligen Schlosses“.